# Aphanes cotopaxiensis
Aphanes cotopaxiensis är en rosväxtart som beskrevs av K. Romoleroux och P. Frost-olsen. Aphanes cotopaxiensis ingår i släktet jungfrukammar, och familjen rosväxter. Inga underarter finns listade i Catalogue of Life.